# 卓尤勒干苏河
卓尤勒干苏河，位于中华人民共和国新疆维吾尔自治区克孜勒苏柯尔克孜自治州乌恰县西部的一条河流，是克孜勒苏河左岸支流。上游称铁格尔曼苏河，发源于且克拉岭（阿赖山）东南坡，干流大体自东北向西南，流经库塔拉、萨热克巴依村、琼铁热克村等地，于乌鲁克恰提乡政府驻地对岸汇入克孜勒苏河。河流全长90千米，流域面积2006平方千米，年均径流量约3.6亿立方米。